# Sultan Cem
Sultan Cem (în turcă otomană جم سلطان, transliterat: Cem sulṭān, în turcă Cem Sultan, numit, de asemenea Jem Sultan sau Zizim de către francezi; n. 22 decembrie 1459, Edirne, Imperiul Otoman – d. 6 martie 1495, Capua, Campania, Italia) a fost un pretendent la tronul otoman în secolul al XV-lea.
Cem a fost al treilea fiu al sultanului Mahomed al II-lea (cu Çiçek Hatun) și fratele vitreg mai mic al sultanului Baiazid al II-lea și, astfel, pe jumătate unchi al sultanului Selim I.
După ce a fost învins de Baiazid, Cem a plecat în exil în Egipt și Europa, sub protecția mamelucilor, a Cavalerilor Ospitalieri ai Sfântului Ioan de pe insula Rodos și, în cele din urmă, a Papei. 
A fost căsătorit cu Gülșirin Hatun și a avut doi fii: Șehzade Oğuzhan (ucis de Baiazid al II-lea la Istanbul în 1482) și Șehzade Murad (ucis de Soliman I pe insula Rodos în decembrie 1522). Sultan Cem a avut două fiice Gevhermülük Sultan și Ayșe Sultan.
În 1494, Carol al VIII-lea al Franței a invadat Italia, pentru a intra în posesia regatului Napoli și a anunțat o cruciadă împotriva turcilor. El l-a obligat pe papa Alexandru al VI-lea să-l predea pe Cem, care a părăsit Roma cu armata franceză la 28 ianuarie 1495. Prințul a murit în regatul Napoli la 24 februarie, la Capua, în timp ce se afla într-o expediție militară pentru a cuceri Napoli sub comanda regelui Carol al VIII-lea al Franței. Sultanul Baiazid a declarat doliu național timp de trei zile. El a cerut trupul lui Cem pentru o înmormântare islamică, dar abia după patru ani de la moartea lui Cem trupul său a fost adus în cele din urmă în ținuturile otomane din cauza încercărilor de a primi mai mult aur. A fost înmormântat la Bursa.